# アレクサンダー (カクテル)
アレクサンダー（英語: Alexander）は、ジンあるいはブランデーベースのカクテルである。生クリームとクレーム・ド・カカオの甘さのため、アルコール度数の高さの割に飲みやすいカクテルとなっているとされる。カタカナ表記では「アレキサンダー」表記もある:76。

## 概要
チョコレートケーキを連想させる味わいで、そのため特に女性に好まれるが、その味ゆえにアルコール度数の高さを感じさせにくい特異なカクテルでもある。
カクテルのアレクサンダーの名が確認できる最も古い文献は1921年に刊行されたハリー・マッケルホーンによる『ABC of Mixing Cocktails』である。『ABC of Mixing Cocktails』にはブランデーベースのカクテルとして紹介されている。
1930年に刊行された『サヴォイ・カクテルブック』にもアレクサンダーは紹介されているが、ブランデーベースとジンベースの両方が併記されている。また、『ABC of Mixing Cocktails』記載のレシピでは、ブランデー、クレーム・ド・カカオ、生クリームが等量であり、ブランデーをジンに代えたバリエーションが「プリンセス・メアリー」としてハリー・マッケルホーン自身の考案によるカクテルとして紹介されている。『ABC of Mixing Cocktails』、『サヴォイ・カクテルブック』のどちらにも考案者の名前は記載されていない。
アメリカで1930年代後半に出版されたカクテルブックではアレクサンダーをジンベースとして紹介している物が多い。
日本では「アレクサンダー」というとブランデーベースのものを指す。上述のようにアメリカではジンベースのものを指すことが多く、ブランデーベースのものはブランデー・アレクサンダー（Brandy Alexander）と呼ぶ。
ブレイク・エドワーズ監督の映画『酒とバラの日々』（1963年）では、酒呑みの夫から勧められたこのカクテルの口当たりの良さに惑わされ、アルコール依存症に陥って行く人妻の姿が描かれている。

## 由来
1863年のイギリス皇太子エドワード（後のエドワード7世）とデンマークのアレクサンドラ王女の結婚式に由来するという説が一般的であるが、1863年当時は生クリームやクレーム・ド・カカオはカクテルの一般的な材料としては用いられていなかったことから、疑問を呈する向きもある。
1901年のエドワード7世の戴冠式の際に献上された、1902年のアレクサンドラ王妃の戴冠式の際に献上されたという説もある。
最初は王女の名にちなみ、「アレクサンドラ」と呼ばれていたがいつの間にか「アレクサンダー」という男名前に変化したとされている。
これらの他にもマケドニアのアレクサンダー大王、文豪の大デュマあるいは小デュマに基づくなど諸説があるがいずれも真偽ははっきりしていない。
アメリカ、イタリア、イギリス、日本では男性名で呼ぶことが多いが、フランスでは女性名であるアレクサンドラ（Alexandra）の名称で呼ぶ人が多い。また、コニャック・アレクサンダーのことをアレクサンドラ（Alexandra）と呼ぶこともある。

## 標準的なレシピ
- ジンベース
  - ジン - 1/2
  - 生クリーム - 1/4
  - クレーム・ド・カカオ - 1/4
  - ナツメグ - 少量
- ブランデーベース[6]
  - ブランデー - 1/2
  - 生クリーム - 1/4
  - クレーム・ド・カカオ - 1/4

レシピによってはナツメグは省略されることもある。ナツメグはこのカクテルが供され始めた頃の日本ではまだ乳製品が一般的でなく生クリームの匂いを嫌う者が多かったため付け加えられたものである。
作り方
1. シェイカーに蒸留酒（ジンまたはブランデー）、生クリーム、クレーム・ド・カカオを入れる。
2. シェイクし、カクテル・グラス（容量75〜90ml程度）に注ぐ。
3. 最後にナツメグをかけて完成。

『ABC of Mixing Cocktails』のレシピ
- ブランデー - 1/3
- クレーム・ド・カカオ - 1/3
- 生クリーム - 1/3

『サヴォイ・カクテルブック』のレシピ
ジンベースを「アレクザンダーNo1」、ブランデーベースを「アレクザンダーNo2」として紹介している。
- ジンまたはブランデー - 1/2
- クレーム・ド・カカオ - 1/4
- 生クリーム - 1/4

『The Old Waldolf-Astoria Bar Book』（1935年、Albert Stevens Crockett）のレシピ
- ジン - 1/3
- クレーム・ド・カカオ - 1/3
- 生クリーム - 1/3

『The Artistry Of Mixing Drinks』（1934年、Frank Meier）のレシピ
「アレクサンドラ」として掲載されている。
- ジン - 1/2
- クレーム・ド・カカオ - 1/4
- 生クリーム - 1/4

## バリエーション
- ジンベース
  - クレーム・ド・カカオをクレーム・ド・ミントにすると「アレクサンダーズ・シスター」[4]:110
- ブランデーベース
  - クレーム・ド・カカオをメロン・リキュールのミドリにすると「ミドリ・アレクサンダー」[要出典]
- ウォッカベース
  - ベースをウォッカにすると「バーバラ」、「ルシアン・ベア」[4]:156[6]
- ラムベース
  - ベースをホワイト・ラムにすると「パナマ」[6]
  - 「パナマ」のクレーム・ド・カカオを、クレーム・ド・モカにすると、「クレオパトラ」 （なお同じレシピで「アラビアン・ナイト」と呼ばれることもある。）
- テキーラベース
  - ベースをテキーラに変え、グレナデン・シロップを1tsp加えたものをまとめてシェークすると「シルク・ストッキングス」
- リキュールベース
  - ベースをグリーンミントリキュールにすると「グラスホッパー」[要出典]
  - ベースをメロン・リキュールにすると「メロンホッパー」[要出典]
  - ベースをガリアーノにすると「ゴールデン・キャデラック」[要出典]